# Таурагески округ
Таурагески округ (литв. Tauragės apskritis) је округ у централном дели републике Литваније. Управно средиште округа је истоимени град. Округ припада литванској историјској покрајини Самогитији.
Површина округа је 4.411 km², а број становника у 2008. је био 127.378.

## Положај
Таурагески округ је једини округ у унутрашњости Литваније. То је и погранични округ према Русији (Калињинградска област) на југу. На југоистоку се округ граничи са округом Маријамполе, на истоку са округом Каунас, на североистоку са округом Шауљај, на северу са округом Телшијај и на западу са округом Клајпеда.

## Општине
- Јурбаркас (општина)
- Пагеђај (општина)
- Шилале (општина)
- Таураге (општина)